# Danièle Fuchs
Danièle Fuchs, née le 16 mai 1931 à Paris 14e et morte le 15 mai 2013 à Viroflay, est une peintre, dessinatrice, lithographe, graveuse et illustratrice française.

## Biographie
Danièle Fuchs se spécialise au départ dans la gravure sur cuivre et pierre, puis aborde la peinture à l'huile et ses fameuses aquarelles.
Après des études secondaires, elle rentre en 1941 à l’école de dessin du 6e arrondissement de Paris et en 1952 elle est admise à l'École des Beaux-Arts de Paris dans l'atelier de gravure de Robert Cami et Edouard Goerg. La même année elle participe à la création du 1er Salon d’Art de Viroflay "Souvenir de Corot", où elle fait la connaissance de son président le peintre André Dunoyer de Segonzac. Elle participera à l'organisation du salon "Souvenir de Corot" pendant 30 ans et en 1976 sera nommée Citoyenne d'Honneur de Viroflay.
En 1955, elle fait sa première exposition à Paris où la ville de Paris lui achète deux gravures et un dessin. L'État lui achètera aussi une aquarelle en 1959. Elle fera par la suite de nombreuses expositions, y compris des expositions permanentes, en France, (Seine-et-Marne, Lyon, Apt ou dans le Vexin), mais aussi à l'international (États-Unis, Canada, Allemagne, Belgique, en 2003 à Mikamé au Japon, en Chine en 2008, en Inde en 2009 et en Iran).
En 1967, elle participe à la création de l'École de Versailles qui rassemblait de nombreux peintres défenseurs de l'art classique. Elle sera également membre associé de l'Académie de Versailles et en 1980 nommée membre du Comité départemental d’initiation à la création artistique (CODICA) des Yvelines.
Elle intègre en 1974 l’organisation du salon « Arts en Yvelines » expositions françaises d’arts contemporains.

### Société savante
- 1958 : Sociétaire à la Nationale des Beaux-Arts
- 1959 : Sociétaire du Salon d’Automne
- 1961 : Sociétaire du Salon des Artistes Français
- 1962 : Sociétaire et Membre du Jury du Salon d'Automne
- 1962 : Sociétaire du Salon du Dessin et de la Peinture à l'Eau

### Distinctions
- 1958 : Prix Albert-Dürer de gravure
- 1961 : Grand prix de Peinture du Conseil Général au 3e Salon d'Art Seine-et-Oise.
- 1966 : Prix de gravure du Musée de l'Ile-de-France à Sceaux.
- 1966 : Prix de l'Ile-de-France 1966[7]
- 1976 : Prix Taylor (Salon des Indépendants).
- 1977 : Prix Gillot-Dard.
- 1985 : Grands Prix Jean-des-Vignes-Rouges (Académie de Versailles).
- aville
- Portes extérieures (cuivre gravé) de l’église Notre-Dame du Calvaire à Châtillon

### Illustrations
- Centre national de pastorale liturgique : Des rameaux à la pentecôte, Paris, édition du Chalet, 1990
- Henry Fuchs, Les conifères dans le jardin, G. Truffaut, 1971
- Versailles méconnu, Galerie Jean Giraudoux, 1973
- Jehan Despert, Viroflay en Yvelines : village d'hier, ville d'aujourd'hui, 1975
- Docteur Ligi (préf. Henri Baruk), Le dernier refuge : Notre vieillesse, 1983
- Jehan Despert, Versailles aux carrés, Versailles, Editions Lefebvre, 1983
- Saint Luc l'évangéliste, La passion selon Saint Luc, Éditions Carrés d'Art, 1990
- Hier et aujourd'hui l'Académie Goncourt, Éditions Carrés d'Art, 1991
- Hervé Bazin, Torchères, Éditions Carrés d'Art
- Charles de Sainte Maure, La Guirlande de Julie, Editions Carrés d'Art
- Pèlerinage à Port-Royal, Société de Saint-Eloy

### Peintures
- 1959 Parc de stockage, toile présentée à l'exposition Le pétrole vu par 100 peintres[8] au Palais Galliera
- 1966 Boutique à Meudon, huile sur toile (Prix de l'Ile-de-France 1966)
- 1990 Paysage fleuri, huile sur toile[9]
- 1977 Procession aux flambeaux, huile, (88cm x 145cm)
- 1993 Décoration (piliers extérieurs, autel, baptistère) de l'église Sainte-Jeanne-d'Arc à Meudon.
- 1998 Peintures murales de l’église Notre-Dame du Calvaire à Châtillon.
- 1998 L’Hôtel de Ville en fleurs, (Brive-la-Gaillarde) huile sur toile (2,85m x 1,70m)
- Racines, huile (196cm x 97cm)
- Les Savonniers et l'abreuvoir, huile, (81cm x 65cm)
- Les tulipes rouges à Viroflay, huile, (81cm x 65cm)

### Art religieux
- 4 vitraux de l'église Saint-Eustache de Viroflay
- Chemin de croix de l'église Notre-Dame-du-Chêne à Viroflay
- Chemin de croix de l'église Sainte-Bernadette à Chaville
- Portes extérieures (cuivre gravé) de l’église Notre-Dame du Calvaire à Châtillon